# Urolophidae
Az Urolophidae a porcos halak (Chondrichthyes) osztályába és a sasrájaalakúak (Myliobatiformes) rendjébe tartozó család.
A családba 28 élő faj tartozik.

## Tudnivalók
Az Urolophidae porcoshal-család előfordulási területe főleg az Indiai-óceán és Csendes-óceán határán van. Ezek a porcos halak fajtól függően 17,4-80 centiméteresek.

## Rendszerezés
A családba az alábbi 3 nem tartozik:
- Spinilophus (J. P. Müller & Henle, 1841) - 1 faj
- Trygonoptera J. P. Müller & Henle, 1841 - 6 faj
- Urolophus J. P. Müller & Henle, 1837 - 21 faj; típusnem